# Manie
Ne doit pas être confondu avec Trouble obsessionnel compulsif ou Tic.
Pour les articles homonymes, voir Manie (homonymie).
 Mise en garde médicale

Les patients souffrant de délires de grandeur peuvent penser à tort qu’ils sont beaucoup plus puissants qu’ils ne le sont en réalité (mégalomanie).

La manie (du grec ancien μανία / maníā « folie, démence, état de fureur ») est un état mental caractérisé par des degrés d'humeur, d'irritation ou d'énergie anormalement élevés. Elle appartient comme la dépression aux troubles de l’humeur. Elle constitue l'une des phases du trouble bipolaire et est, dans un sens, l'opposé de la dépression. On parle aussi parfois de phase maniaque, ou de crise d'accès maniaque.
Jusqu'en 1980 on parlait aussi de « psychose maniaco-dépressive » (PMD) ou  « maladie maniaco-dépressive » (MMD). La troisième édition du Manuel diagnostique et statistique des troubles mentaux, abandonnant notamment la dichotomie psychose-névrose, a substitué à ces termes la notion de trouble bipolaire.
Il ne faut pas confondre l’état maniaque avec des traits obsessionnels (obsession du ménage et de la propreté par exemple), acception pourtant retenue dans le langage courant.

## Symptômes et signes
Un épisode maniaque est caractérisé par une modification de l’humeur, et la survenue de certains symptômes tels ceux décrits ici. Bien évidemment, tous les symptômes ne sont pas présents à la fois chez un même individu. Beaucoup d’aspects permettent de considérer la manie comme une « dépression inversée », dans le sens d’une « accélération », une intensification des pensées, des émotions (tout est plus fort, plus vif, plus intense, y compris la douleur morale ou la tristesse parfois, ce qui amène à des confusions diagnostiques).
Des symptômes typiques sont par exemple :
- une excitation, une exaltation, un ressenti de « pressions intérieures » ;
- une humeur « élevée » : euphorique classiquement, mais aussi une irritabilité, une plus grande réactivité (« au quart de tour »), une propension à se mettre en colère ;
- des rires pour des choses futiles ou sans aucune raison ;
- de l’activité sans repos, de l’agitation improductive. La personne commence plusieurs choses et ne les termine pas, par exemple ;
- une diminution de la pudeur, une « perte de gêne » allant parfois jusqu’à des attitudes de séduction et des contacts sexuels à l’excès ou au hasard (alors que dans son état « normal », la personne n’aurait pas souhaité avoir ce genre de comportement) ;
- une accélération de la pensée : incessamment de nouvelles pensées traversent la tête de la personne :
  - difficultés de concentration : difficultés à se tenir à une même activité, distractibilité,
  - troubles du cours de la pensée : en parlant de quelque chose, la personne s’écarte encore et encore du  fil de sa pensée (digressions multiples) et elle a du mal à retrouver le sujet initial dont elle voulait parler,
  - la fuite d’idées : les pensées se suivent extrêmement rapidement (tachypsychie), se bousculent parfois dans la tête. La personne passe du centième au millième. Les associations d’idées se relâchent. La suite des pensées reste logique pour la personne, mais pour son interlocuteur, il est parfois difficile de suivre le fil du discours (« coq à l’âne »). La personne qui souffre de manie, ayant oublié le but de son récit, n’est plus forcément capable de répondre à des questions ultérieures ;
- un besoin important de parler (logorrhée), et une parole abondante, accélérée, inarrêtable. Il s’agit du reflet de l’accélération des pensées. Dans les cas extrêmes, les paroles se précipitent si rapidement que l’auditeur a des difficultés à suivre ;
- une assurance excessive ; une estime de soi élevée ; mégalomanie
- une réduction du besoin de dormir, sans que la personne ne se sente aussi fatiguée qu’elle le devrait en dormant si peu. La réduction du sommeil est souvent un des premiers signes d’un épisode maniaque ;
- sentiment altruiste : envie d’aider les autres, ressenti des émotions des autres (hyperempathie) ;
- hypersensibilité affective (émotions plus vives) et quelquefois sensorielle ;
- labilité émotionnelle : le fait de passer facilement du rire aux larmes ; dysrégulation émotionnelle
- parfois la négligence de l’alimentation ou de l’hygiène.

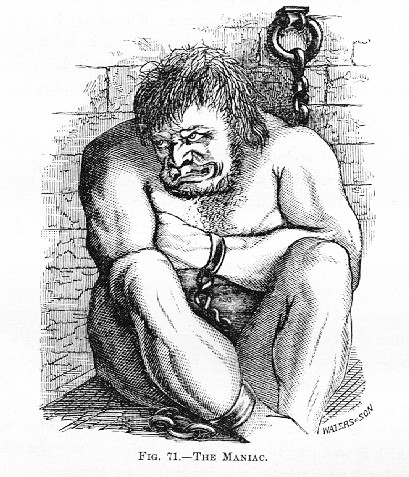
« Le maniaque » (1806) : gravure sur cuivre de Charles Bell. Vision à historiciser de la typification de la folie « à l’âge classique », qui permet de mesurer l'évolution des représentations du trouble mental. Aujourd’hui, elles ont heureusement beaucoup changé. Mais la métaphore de "l’enchaînement" (qui était aussi une réalité...) pour la privation du libre-arbitre, ainsi que la souffrance inscrite sur le visage, gardent néanmoins une pertinence relative pour la relation d’aide et la prise en charge de la détresse des patients.

Lors d’une crise maniaque, le sujet affecté peut s’engager dans des affaires menant à des conséquences préjudiciables pour lui-même ou pour des personnes impliquées : achats compulsifs, dettes irréfléchies ou prise de décisions qu'il n'aurait pas engagées en dehors de la crise. Le comportement complet pendant une crise de manie peut différer de cas en cas, et souvent d’épisode en épisode chez le même patient, ce qui rend parfois l'analyse clinique délicate. D'autant que le patient recourt souvent à des attitudes manipulatrices pour masquer ses symptômes devant les "autorités" ou les équipes soignantes.
Les proches se retrouvent impuissants d'influence sur le sujet qui n'accepte aucune remarque ou conseil qui n'entrerait pas en résonance avec ses obsessions du moment, ou susceptibles de ne pas abonder dans son sens, ou lorsqu’on va lui dire quelque chose qu’il n’a pas envie d’entendre. Pendant la crise maniaque le sujet est incapable de communiquer rationnellement et d'"entrer en raison". C'est pourquoi la psychothérapie ne peut agir que pendant la phase dépressive où le sujet est réceptif et plus enclin à la réflexion. La crise passée, des sentiments de honte ou de culpabilité ne sont pas rares. Le sujet prend conscience de la souffrance de ses proches et des conséquences sociales seulement quand la manie diminue.
La plupart de ces comportements sont étrangers au caractère du malade qui, pendant une phase maniaque, ne réalise pas qu’il est malade se sentant « parfaitement bien », le plus souvent (ce qui rend le traitement difficile).
Il ne faut pas confondre la psychose maniaco-dépressive (ou bipolaire) avec la personnalité maniaco-dépressive qui correspond à une personnalité névrosée, plus proche de la normalité et qui, s'agissant d'un trait de personnalité, a moins d'influence sur la qualité de vie.
Les drogues excitantes comme la cocaïne ou les amphétamines, produisent des états maniaques que certains travailleurs intellectuels ou créateurs artistiques apprécient pour leurs effets sur l'association d'idées, la concentration, l'énergie et la diminution de la fatigue. L'effet passé de la drogue, l'utilisateur passe par une phase dépressive.

## Traitements
Le traitement de la phase maniaque fait appel à des médicaments appelés thymorégulateurs (régulateurs de l’humeur) (exemple, le lithium), mais aussi à des médicaments utiles pour enrayer l’épisode même : benzodiazépines, neuroleptiques, etc.
Le traitement préventif est essentiel pour éviter les rechutes. La prise de médicaments thymorégulateurs sur une durée prolongée associés à une hygiène de vie : apprendre à repérer ses facteurs déclencheurs (par exemple une privation de sommeil non compensée, un deuil…) puis se protéger en conséquence, et connaitre les signes annonçant un nouvel épisode pour se soigner très vite dès le début (plus on intervient tôt, plus il est facile de faire rentrer les choses dans l’ordre).
Des épisodes maniaques peuvent également survenir dans le cas d'une thyroïdite de Hashimoto, auquel cas le traitement sera celui consacré à cette maladie.